# Opisthoxia praeamabilis
Opisthoxia praeamabilis är en fjärilsart som beskrevs av Charles Oberthür 1916. Opisthoxia praeamabilis ingår i släktet Opisthoxia och familjen mätare. Inga underarter finns listade i Catalogue of Life.